# 게이세이카나마치역
게이세이카나마치역(일본어: 京成金町駅)은 일본 도쿄도 가쓰시카구에 위치한 게이세이 전철 가나마치 선의 철도역이다. 역 번호는 KS 51이며, 단선 승강장 1면 1선의 구조를 갖춘 지상역이다. 게이세이 가나마치 선의 종점역이기도 하다.

## 타는 곳
| 1 | 가나마치 선 | 상행 | 다카사고 방면 |

## 이용 현황
| 연도   | 1일 평균 하차 인원 | 1일 평균 승차 인원 |
| ------ | ------------------ | ------------------ |
| 1990년 |                    | 18,523             |
| 1991년 |                    | 15,839             |
| 1992년 |                    | 18,381             |
| 1993년 |                    | 17,839             |
| 1994년 |                    | 17,384             |
| 1995년 |                    | 16,926             |
| 1996년 |                    | 16,512             |
| 1997년 |                    | 15,674             |
| 1998년 |                    | 14,803             |
| 1999년 |                    | 14,402             |
| 2000년 |                    | 14,036             |
| 2001년 |                    | 13,715             |
| 2002년 | 26,482             | 13,192             |
| 2003년 | 26,206             | 13,025             |
| 2004년 | 25,379             | 12,808             |
| 2005년 | 25,079             | 12,644             |
| 2006년 | 24,543             | 12,340             |
| 2007년 | 24,484             | 12,260             |
| 2008년 | 24,613             | 12,318             |
| 2009년 | 24,743             | 12,378             |
| 2010년 | 24,318             | 12,252             |
| 2011년 | 23,437             | 11,858             |
| 2012년 | 23,735             | 11,975             |
| 2013년 | 24,474             | 12,330             |
| 2014년 | 24,275             | 12,224             |
| 2015년 | 24,877             |                    |

## 역 주변
- JR 동일본 조반선 가나마치역
- 도쿄 이과대학 가쓰시카 캠퍼스
- 가쓰시카 구립 추오 도서관
- 에도강
- 국도 제6호선
- 가나마치 정수장

## 인접 역
| 게이세이 전철 가나마치 선            | 게이세이 전철 가나마치 선 | 게이세이 전철 가나마치 선 |
| ------------------------------------ | ------------------------- | ------------------------- |
| KS 50 시바마타 게이세이타카사고 방면 | 게이세이 가나마치 선      | 시·종착역                 |